# 别林斯高晋角
别林斯高晋角（俄语：Мыс Беллинсгаузена）或穴岩岬（日语：／）是萨哈林岛东岸的海角，属萨哈林州波罗奈区管辖，俄语名称以亚当·约翰·冯·克鲁森施滕率领的第一次俄国环球探险的帆船见习生法杰伊·法捷耶维奇·别林斯高晋命名，向西北27.5公里是舍尔京角，向东南50.5公里是波波夫角，向东南103公里是捷尔佩尼耶角。